# Медленный лори
Медленный лори (лат. Nycticebus coucang), в книгах В. Е. Соколова есть название Толстый лори, общеупотребляемое для всего рода, — вид приматов из семейства лориевых, распространённый в Юго-Восточной Азии.

## Таксономия
Раньше считалось, что медленный лори вместе с малым лори (позже перенесённым в род Xanthonycticebus) составляли весь род Nycticebus. В 2001 году из N. coucang выделили ещё 1 вид, бенгальского лори (N. bengalensis); позднее ещё 2 вида: яванского и калимантанского.
В 2013 году анализ найденных образцов позволил выделить ещё три вида толстых лори: N. kayan, N. bancanus и N. borneanus. В 2023 году как ещё один отдельный вид был описан суматранский лори.

## Описание
Медленный лори длиной от 26 до 38 см, хвост отсутствует. Масса составляет примерно от 0,8 до 1,6 кг. Окрас шерсти верхней части тела варьирует от бурого до красно-коричневого цвета, нижняя часть тела немного светлее. Иногда на спине имеется тёмная полоса. Глаза большие, направлены вперёд, между ними часто проходит светлая полоса. Уши круглые и частично скрытые в шерсти. Большой палец на лапах противопоставлен остальным.
Вид относят к немногим ядовитым млекопитающим. Железа на руке производит секрет, который в сочетании со слюной проявляет свою токсичность. Животные облизывают себя, тем самым защищая себя от потенциальных хищников (кошки, виверровые и малайский медведь).

## Распространение
Эти приматы обитают в Юго-Восточной Азии, их область распространения охватывает Малайский полуостров, острова Суматра, Борнео и Яву, а также расположенные рядом небольшие острова. Их места обитания — это влажные джунгли, где они держатся в кроне деревьев.

## Образ жизни
Ведут ночной образ жизни на деревьях, почти никогда не спускаясь на землю. В течение дня они спят, свернувшись в густой растительности. Ночью они отправляются на поиски корма, причём они двигаются вперёд очень медленно и осторожно, издавая небольшое количество звуков.
Это одиночные и территориальные животные. Они опрыскивают мочой свои руки, оставляя во время своих прогулок аромат, который заставит обратить на себя внимание сородичей. Самцы реагируют агрессивно на сородичей, однако их территория может перекрываться с территориями нескольких самок.

## Питание
Эти животные питаются преимущественно насекомыми и плодами, в незначительном размере они кормятся также мелкими позвоночными животными, яйцами и различными растениями. Во время охоты они осторожно подкрадываются к добыче, чтобы быстрым движением схватить её обеими передними лапами.

## Размножение
После примерно 190-дневного периода беременности самка рожает, чаще всего одного детёныша. Сначала он крепко держится за мать, однако позже, во время поиска корма, детёныш остаётся в кроне. При этом мать облизывает его, чтобы таким образом защитить детёныша своим ядом. Через 5—7 месяцев детёныш отлучается, а в возрасте от 1,5 до 2 лет становится половозрелым. В неволе продолжительность жизни животных может составлять свыше 25 лет.